# Trézée
Die Trézée ist ein Fluss in Frankreich, der in den Regionen Bourgogne-Franche-Comté und Centre-Val de Loire verläuft. Sie entspringt im nordöstlichen Gemeindegebiet von Lavau, entwässert in einem Bogen von Nordwest nach Südwest durch ein Gebiet mit einer Vielzahl von künstlichen Wasserspeichern und Versorgungskanälen, die alle der Wasserversorgung an der Scheitelhaltung des Schifffahrtskanals Canal de Briare dienen. In seinem Unterlauf bildet der Fluss abschnittsweise den Kanalverlauf selbst oder folgt ihm in unmittelbarer Nähe. Im Mündungsabschnitt zweigt der Loire-Seitenkanal ab, der über die Kanalbrücke Briare die Loire überquert und auf der anderen Flussseite parallel zur Loire weiter flussaufwärts verläuft. Die Trézée selbst fließt in den Hafen von Briare und mündet dort nach rund 32 Kilometern als rechter Nebenfluss in die Loire. Auf ihrem Weg berührt die Trézée die Départements Yonne und Loiret. Im Unterlauf quert sie die Autobahn A77 und die Bahnstrecke Moret-Veneux-les-Sablons–Lyon-Perrache.

## Orte am Fluss
(Reihenfolge in Fließrichtung)
- La Belle Jeannette, Gemeinde Lavau
- La Touillerie du Château, Gemeinde Champoulet
- Breteau
- Ouzouer-sur-Trézée
- Briare